# Deuteromicets
Els deuteromicets (Deuteromicetes), també anomenats fongs imperfectes, Deuteromycota, hifals, hifomicets o adelomicets, és un nom informal utilitzat per a designar un grup de fongs que no es poden ubicar dins les classificacions taxonòmiques usuals les quals estan basades en el concepte biològic de l'espècie o en les característiques morfològiques de les estructures sexuals. El motiu d'aquesta impossibilitat és que en els fongs imperfectes mai s'ha pogut observar la seva forma sexual de reproducció; per això se'n diuen precisament "fongs imperfectes" o Deuteromycota (del grec "segons fongs"). Només es coneix la seva forma asexual de reproducció, cosa que vol dir que aquests tipus de fongs produeixen les seves espores asexualment.
Els deuteromicets havien estat considerats una divisió o filum formal del regne Fongs. Actualment aquest terme només es fa servir de manera informal per designar espècies de fongs que es reprodueixen de manera asexual que estan entre els membres d'Ascomycota i Basidiomycota (aquests dos formen el grup Dikarya que inclou també els deuteromicets).
Hi ha unes 25.000 espècies que han estat classificades com a deuteromicets. Entre aquests es troben els fongs que produeixen l'antibiòtic penicil·lina i els que causen el peu d'atleta i la candidosi. A més n'hi ha que són comestibles com són els dels formatges Roquefort i Camembert.

## Problemes en la classificació taxonòmica
Malgrat que actualment no s'accepta el nom de fongs deuteromicets com un tàxon, molts d'aquests fongs encara no estan dins la classificació moderna pel fet que aquesta es basa en característiques dels cossos fructífers i les espores que, precisament, no s'han observat en els deuteromicets.
Per aquest motiu, i de forma excepcional, en els deuteromicets es fa servir un sistema dual de nomenclatura que d'altra banda està permès per l'article 59 del Codi internacional de nomenclatura botànica. Sota aquest sistema, un nom per a un fong de reproducció asexual és considerat un tàxon forma. Per exemple, Aspergillus niger, (que produeix entre altres l'àcid cítric) no té cicle sexual conegut i és conegut com a tàxon forma. En contrast, en el cas d'Aspergillus nidulans, que és un estadi teleomorf s'anomena pròpiament Emericella nidulans, ja que l'estadi teleomorf té preferència en aquesta taxonomia.

## Filogènia i taxonomia
En la classificació filogenètica dels fongs deuteromicets es fa servir un arbre filogenètic construït amb anàlisis comparatives de seqüències d'ADNs.

## Classificació històrica dels deuteromicets
Aquests grups ja no s'accepten perquè no estan dins els principis de la monofilesi. Es fan servir, encara i de vegades, informalment.
- Classe Hyphomycetes sense cossos fructífers
  - Ordre Moniliales (produeixen espores en conidiòfors simples)
  - Ordre Stilbellales (produeixen espores en sinemes)
  - Ordre Tuberculariales (produeixen espores en esporodoquis)
- Classe Coelomycetes fan espores en cossos fructífers
  - Ordre Melanconiales (fan espores en acèrvols)
  - Ordre Sphaeropsidales (fan espores en picnidis)
- Classe Agonomycetales sense espores.

## Espècies comunes

### Fongs d'importància industrial
- Tolypocladium inflatum → del qual s'obté la ciclosporina;[3]
- Penicillium chrysogenum
- Penicillium griseofulvum
- Penicillium roqueforti
- Penicillium camemberti
- Altres espècies de Penicillium per a millorar els formatges[4]
- Aspergillus oryzae
- Aspergillus sojae[5]
- Aspergillus niger
- Cladosporium resinae[6]
- Veticillium sp. i Meria sp. → produeix conidis que poden matar alguns tipus de nematodes;[7]